# Tease

Tease (alternativt Tiasi eller Fiasi) är en ort i sydöstra Ghana. Den är huvudort för distriktet Kwahu Afram Plains South, och folkmängden uppgick till 7 452 invånare vid folkräkningen 2010. Staden ligger nära Forifori och Donkorkrom.